# Рувума

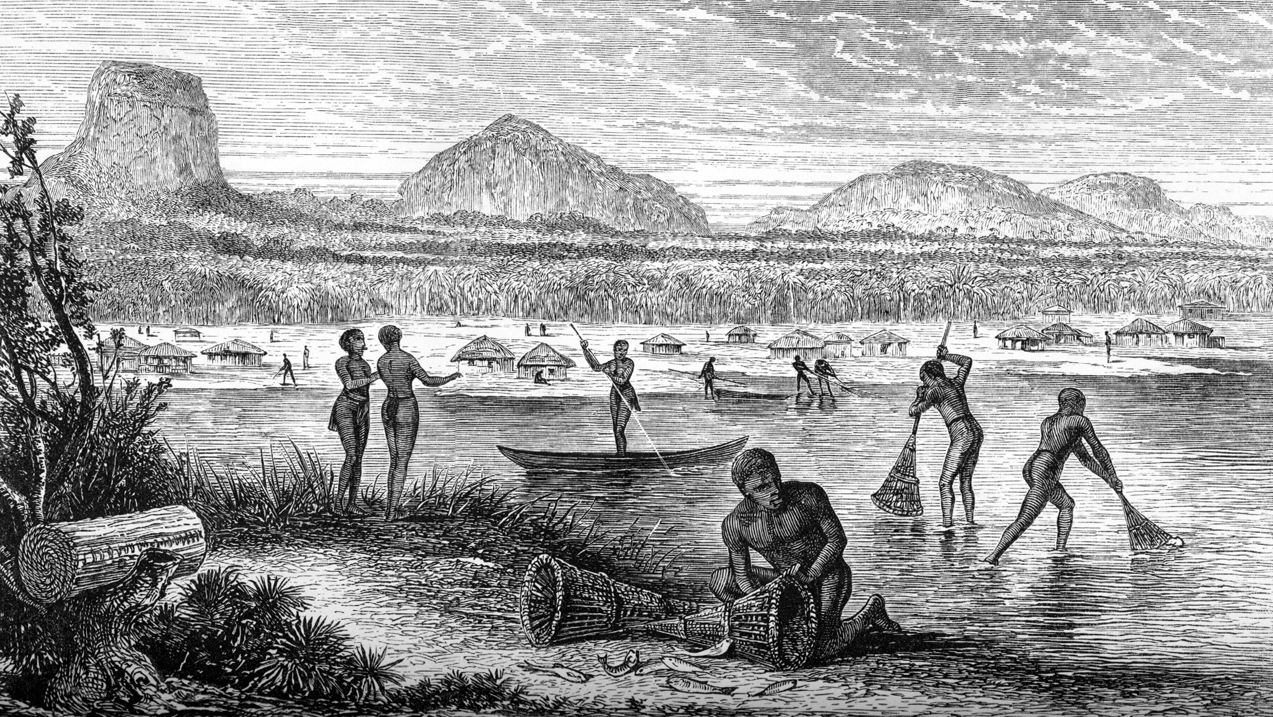
Нарис р. Рувума, зроблений у 1865, під час експедиції Девіда Лівінгстона в Африку

Руву́ма, Рову́ма — річка у Східній Африці, більша частина якої утворює кордон між Танзанією і Мозамбіком.
Утворена при злитті майже рівноцінних приток в точці з координатами 11°25′ пд. ш. 38°31′ сх. д. / 11.417° пд. ш. 38.517° сх. д., довша з них, Луженда, тече з північного заходу, інша, що також має назву Ровума — з заходу. Її витік знаходиться на вкритому пагорбами плато на висоті близько 1000 м, строго на схід від озера Ньяса (10°45′ пд. ш. 35°40′ сх. д. / 10.750° пд. ш. 35.667° сх. д.). Інші значні притоки — Мсінже і Лучулінго, течуть широкими долинами з півдня на північ. В нижній течії річка помітно розширюється, утворюючи вкриті лісом острови.
Під час сухого сезону річку можна перейти вбрід в багатьох місцях. Ширина гирла — близько 1600 м. Рувума в нижній течії, в основному, мілководна, хоча її ширина становить близько 800 м. Там вона протікає болотистими рівнинами, обабіч яких височіють круті плато, з яких стікає кілька незначних приток. На окремих ділянках нижньої течії судноплавна.